# Liste des peintures italiennes du musée des Beaux-Arts de Lyon
Cette liste comprend un choix de  peintures italiennes conservées au musée des Beaux-Arts de Lyon classées par défaut par date.
Critères de choixDisponibilité des informations existantes sur Wikidata et des images sur Commons, et partiellement sur la base Joconde.

## Tableau
| Image | Titre | Attribution               | Date                  | Période                     | Inventaire et/ou no B. Joconde            |
| --- | --- | ------------------------- | --------------------- | --------------------------- | ----------------------------------------- |
| | La Trinité | Niccolò di Pietro Gerini  | 13??                  | Pré-Renaissance             | H 652 000PE029970                         |
| | Sainte Catherine et un saint évangéliste (Fra Lippi)                                                                | Fra Filippo Lippi         | 1406-1469             | Renaissance                 | A 110                                     |
| | Saint Jacques le Majeur                                                                                             | Giovanni di Francesco     | 1412-1459             | Renaissance                 | B 936                                     |
| | Saint Augustin et Alypius reçoivent la visite de Ponticianus                                                        | Nicolò di Pietro          | 1414-1415             | Renaissance                 | B 936                                     |
| | Vierge à l'Enfant                                                                                                   | Pesellino                 | 1450 autour de        | Renaissance                 | A ???                                     |
| | Saint Jean-Baptiste et Saint Michel                                                                                 | Benvenuto di Giovanni     | 1470-1480             | Renaissance                 | B 933                                     |
| | La Sainte Famille                                                                                                   | Lorenzo Costa             | 1490 env.             | Renaissance                 | B 495                                     |
| | Dieu le Père bénissant parmi les angesCimaise du Polyptyque de San Pietro dispersé                                  | Le Pérugin                | 1496-1500             | Renaissance                 | A 134                                     |
| | L'Ascension du Christ en présence de la Vierge et des apôtresPanneau principal du Polyptyque de San Pietro dispersé | Le Pérugin                | 1496-1500             | Renaissance                 | A 134                                     |
| | Portrait de jeune homme                                                                                             | Maître de Santo Spirito   | 1496-1500             | Renaissance                 | B 389                                     |
| | Saint Paul | Gaudenzio Ferrari         | 15?? début du siècle  | Renaissance                 | 1957-21 000PE030000                       |
| | Saint Jérôme en pénitence                                                                                           | Gian-Francesco de Maineri | 1500 env.             | Renaissance                 | X 786a                                    |
| | Saint Herculan évêque de Pérouse et Saint Jacques le Majeur                                                         | Le Pérugin                | 1505                  | Renaissance                 | A ???                                     |
| | Vierge à l'Enfant en majesté entourée de quatre d'anges                                                             | Luigi de Donati           | 1510                  | Renaissance                 | B 934                                     |
| | Vierge à l'Enfant                                                                                                   | Bartolomeo Cincani        | 1510 env              | Renaissance                 | B 1143                                    |
| | Trois Anges musiciens                                                                                               | Bartolomeo Cincani        | 1510 env              | Renaissance                 | B 11??                                    |
| | Vierge à l'Enfant avec le petit saint Jean                                                                          | Biagio di Antonio Tucci   | 1510 env              | Renaissance                 | B 438                                     |
| | Portrait de femme (Palma le Vieux)                                                                                  | Palma l'Ancien            | 1512-1514             | Renaissance                 | A 195                                     |
| | Madeleine repentante                                                                                                | Marco Basaiti             | 1515                  | Renaissance                 | A ??                                      |
| | Portrait de gentilhomme                                                                                             | Federico Barocci          | 1550 env.             | Maniérisme                  | A ??                                      |
| | Vierge à l'Enfant, avec sainte Catherine, saint Augustin, saint Marc et saint Jean-Baptiste                         | Le Tintoret               | 1545-1546             | Maniérisme                  | A 122                                     |
| | Danaé | Le Tintoret               | 1570 env.             | Maniérisme                  | A 91                                      |
| | Bethsabée au bain                                                                                                   | Véronèse                  | 1575                  | Maniérisme                  | A 63                                      |
| | Moïse sauvé des eaux                                                                                                | Véronèse                  | 1575                  | Maniérisme                  | A 66                                      |
| | Les Mangeurs de ricotta                                                                                             | Vincenzo Campi            | 1580                  | Maniérisme (scène de genre) | H 673                                     |
| | Vierge à l'Enfant entre saint Jean-Baptiste et saint François d'Assise                                              | Pellegrino di Mariano     | 15?? fin du siècle    | École siennoise             | H 983 000PE029974                         |
| | Saint Paul | Daniele Crespi            | 16?? début du siècle  | Baroque                     | 1946-62 000PE030360                       |
| | Angélique et Médor                                                                                                  | Le Dominiquin             | 16?? début du siècle  | Baroque                     | H 654 000PE030358                         |
| | Adoration des mages                                                                                                 | Filippo d'Angeli          | 16??                  | Baroque                     | A 6 000PE030372                           |
| | Portrait de chanoine                                                                                                | Girolamo Forabosco        | 16??                  | Baroque                     | A 84                                      |
| Il y a une confusion : ce n'est pas pas le tableau Lucrèce du musée des beaux-arts de Lyon. voir ici : https://gallica.bnf.fr/ark:/12148/bpt6k6467341z/f108.item.texteImage | La Mort de Lucrèce                                                                                                  | Guido Cagnacci            | 16??                  | Baroque                     | B 287000PE030370                          |
| | Les Noces mystiques de sainte Catherine                                                                             | Simone Pignoni            | 1611-1698             | Baroque                     | A 2740                                    |
| | Christ à la colonne                                                                                                 | Palma le Jeune            | 1613                  | Baroque                     | A 61                                      |
| | Vierge et l'Enfant entre saint Benoît et saint Quentin                                                              | Sisto Badalocchio         | 1618                  | Baroque                     | A 73                                      |
| | Saint Conrad Confalonieri                                                                                           | Giovanni Lanfranco        | 1618 env.             | Baroque                     | A 124                                     |
| | Le Baptême du Christ                                                                                                | Emilio Savonanzi          | 1630-1635             | Baroque                     | A 68                                      |
| | La Prédication de saint Jean-Baptiste                                                                               | L'Albane                  | 1630-1635             | Baroque                     | A 127                                     |
| | Saint Jean l'Évangéliste                                                                                            | Francesco Furini          | 1635                  | Baroque                     | A ??                                      |
| | César remet Cléopâtre sur le trône d'Égypte                                                                         | Pierre de Cortone         | 1637                  | Baroque                     | A 53                                      |
| | L'Assomption de la Vierge                                                                                           | Guido Reni                | 1637                  | Baroque                     | A 123                                     |
| | Saint Sébastien soigné par sainte Irène                                                                             | Antonio de Bellis         | 1640-1645             | Baroque                     | Numéro d'inventaire : X 807-c             |
| | Vierge | Carlo Maratta             | 16?? moitié du siècle | Baroque                     | H 719 000PE030341                         |
| | Judith | Carlo Saraceni            | 16?? milieu du siècle | Baroque                     | 1938-9 000PE030334                        |
| | Paysage | Salvator Rosa             | 16?? milieu du siècle | Baroque                     | X 807 000PE030337                         |
| | La Circoncision | Le Guerchin               | 1646                  | Baroque                     | A 65                                      |
| | La Joueuse de clavicorde                                                                                            | Bernardo Cavallino        | 1650                  | Baroque                     | A 149                                     |
| | Saint Luc peignant la Vierge                                                                                        | Luca Giordano             | 1650-1655             | Baroque                     | A 55                                      |
| | La Mort de Sophonisbe                                                                                               | Mattia Preti              | 1650-1655             | Baroque                     | A ??                                      |
| | Le Sommeil de l'Enfant Jésus                                                                                        | Il Sassoferrato           | 16?? fin du siècle    | Baroque                     | A 2966 000PE030336                        |
| | Vierge à l'Enfant                                                                                                   | Il Sassoferrato           | 16?? fin du siècle    | Baroque                     | X 923 000PE030335                         |
| | Baptême de Jésus | Ludovico Carracci         | 16?? fin du siècle    | Baroque                     | A 68 000PE030365                          |
| | Le Sermon | Alessandro Magnasco       | 16?? fin du siècle    | Baroque                     | A 2732 000PE030343                        |
| | Paysage avec figures au bord d'un lac                                                                               | Alessandro Magnasco       | 16?? fin du siècle    | Baroque                     | 1956-32 000PE030342                       |
| | Sainte Madeleine | Giuseppe Maria Crespi     | 16?? fin du siècle    | Baroque                     | 1969-674 000PE030359                      |
| | Renaud et Armide découverts par les chevaliers                                                                      | Luca Giordano             | 1700-1750             | Classiscisme                | A 88                                      |
| | Le Grand Canal de Venise                                                                                            | Bernardo Bellotto         | 1736-1740             | Néo-classiscisme            | A ??                                      |
| [image souhaitée] | La Place Saint-Marc à Venise                                                                                        | Canaletto                 | 1700-1775             | Néo-Classicisme             | « BJ:000PE030368 », notice no 000PE030368 |
| | Rue à Venise | Francesco Guardi          | 17?? milieu du siècle | Néo-classiscisme            | B 517 000PE030350                         |
| | Le Massacre des Innocents                                                                                           | Giovanni Paolo Pannini    | 17?? milieu du siècle | Néo-classiscisme            | A 2741 000PE030601                        |
| | Portrait d'un sculpteur                                                                                             | Giandomenico Tiepolo      | 17?? fin du siècle    | Néo-Classicisme             | B 1026 000PE030328                        |